# Faces of Death
Faces of Death (En español: Caras de la Muerte), y también conocido con el nombre de The Original Faces of Death, es una película mondo y falso documental de 1978, con una duración aproximada de 105 minutos, el cual conduce a los espectadores a través de escenas explícitas que representan diversas formas de morir. Es a menudo anunciado con la frase Censurado en 40 países, aunque ese número ha variado con el paso de los años.[cita requerida] El filme, en efecto, ha sido censurado (por lo menos temporalmente) en Nueva Zelanda, Australia, Noruega y Finlandia. El guion fue escrito y dirigido por John Alan Schwatrz (con el nombre de "Conan le Cilaire" en la dirección y "Alan Black" en el guion), que también aparece en uno de los segmentos de esta película como el líder de un supuesto culto caníbal en San Francisco y hace varios cameos en otros filmes de esta serie, además aparece Michael Carr como el narrador, "Dr. Francis B. Gröss". John Alan Schwartz ha confesado en público que el presupuesto de este filme fue de $450.000 dólares y se estima que ha recaudado más de $35 millones de dólares alrededor del mundo, sin incluir el alquiler.[cita requerida] Fue clasificado en el número 50 por la revista Entertainment Weekly, para "Los 50 filmes de culto de todos los tiempos" en el 2000.
Aunque varias de las escenas de "muertes humanas" son obviamente falsas, algunas secuencias son genuinas. Tales como escenas de muertes obtenidas de los medios un repertorio de secuencias de bombardeos en Vietnam y la Segunda Guerra Mundial, y varias tomas de noticieros.
La cinta también exhibe muertes reales de animales, las cuales incluyen focas siendo aporreadas hasta morir y animales en el matadero.
Hay escenas célebres de la cinta, un ejemplo memorable es la escena supuestamente grabada en Egipto, en la cual un mono es golpeado a martillazos por turistas y posteriormente se comen sus sesos como plato principal de un restaurante árabe, o la escena en la que un prisionero (de nombre Larry De Silva) es ejecutado en la silla eléctrica (siendo esta última la más recordada).
Por supuesto, esta escena y al igual que el 40% de la cinta, es falsa.[cita requerida]
Varias continuaciones de Faces of Death han sido hechas, cada una con un presupuesto bajo y una calidad de producción deficiente. Los primeros cuatro filmes y el Faces of Death: Fact or Fiction? (un "documental" detrás de las cámaras acerca de las series) fueron al menos parcialmente dirigidas y escritas por Schwartz. Faces of Death 5 y 6 fueron confeccionadas enteramente de las mejores escenas, de las primeras cuatro partes, sin nuevas secuencias en absoluto, y puestas a la venta en países donde los filmes originales fueron censurados. Las primeras tres las protagoniza Carr como el "Dr. Gröss", pero en cambio The Worst of Faces of Death es presentado por el hermano de Schwartz, James Schwartz, como el "Dr. Louis Flellis". Flellis explica que él accidentalmente mató al "Dr. Gröss" mientras le practicaba una operación una semana antes. Sin embargo, en Faces of Death IV, Flellis da una diferente explicación sobre la ausencia del Dr. Gröss declarando que se ha suicidado, como un resultado insano de presenciar tanta muerte. Esto claramente contradice la argumentación previa de Flellis.

## Series
Los filmes de la serie son:
- Faces of Death (1978)
- Faces of Death 2 (1981)
- Faces of Death 3 (1985)
  - Coescrita con Veronica Lakewood
- The Worst of Faces of Death (1987)
  - Lo mejor de las escenas más sangrientas de los primeros tres filmes
- Faces of Death 4 (1990)
  - Codirigida con Susumu Saegusa y Andrew Theopolis
- Faces of Death 5 (1995)
  - Publicada en Alemania, consiste completamente de secuencias recicladas de las previas Faces of Death.
- Faces of Death 6 (1996)
  - Publicada en Alemania, consiste completamente de secuencias recicladas de las previas Faces of Death.
- Faces of Death: Fact or Fiction? (1999)

## Obras similares
- Death Faces. Un falso documental sobre canibalismo.
- Traces of Death. Producido de manera similar a Faces of Death, estos filmes consisten de auténticas escenas de muerte.
- Mondo Cane. Hecha antes que Faces of Death, con un concepto parecido.
- Terrorists, Killers And Middle-East Wackos. Una película mondo que contiene escenas de muerte reales.
- Holocausto Caníbal. Una película de ficción que trata la brutalidad y el canibalismo ficticio de algunas tribus amazónicas.